# Schalburgkorpset
Schalburgkorpset, opkaldt efter Christian Frederik von Schalburg, leder af Frikorps Danmark, var et korps af danskere i tysk militærtjeneste under besættelsen.

## Baggrund for oprettelsen af korpset
Germanische Leitstelle havde i maj 1942 indkøbt Høveltegård nord for København som base for en dansk SS-skole. Skolen indviedes 15. oktober 1942 med SS-Hauptsturmführer Dirck Bonnek som chef.
Den samarbejdede med Frits Clausens Danmarks Nationalsocialistiske Arbejderparti (DNSAP), der stod for hvervningen til skolen. Clausen pressede på, for at der skulle undervises på dansk, og han fik støtte af Bonnek til at køre det som en ren DNSAP-skole. Der nåede at blive afholdt to seksugers kurser, før Berger og Germanische Leitstelle mistede tålmodigheden og drejede nøglen om i januar 1943. Derefter var samarbejdet med Clausen stort set lagt på is af Obergruppenführer Gottlob Berger. Han pressede nu på for at få oprettet en SS-domineret skole, der skulle opsamle den første store gruppe østfrontsfrivillige, når de kom tilbage. Korpset blev oprettet 1. april 1943 som Germansk Korps på foranledning af SS-Reichsführer Heinrich Himmler. September 1943 blev det omdøbt til Schalburgkorpset.
Oprettelsen af Schalburgkorpset tjente flere formål. På kort sigt skulle det bidrage til at opretholde ro og orden i Danmark, da tyskerne var utilfredse med det danske politis indsats mod sabotage og tyskfjendtlige uroligheder. Det langsigtede mål var at fremme en germanisering og nazificering af Danmark. Det danske nazistparti under ledelse af Frits Clausen havde spillet fallit og var uden politisk indflydelse. Det hjalp selvfølgelig ikke på dets popularitet, at det fremstod som et afkog af det tyske nazistparti. Bergers intention med Schalburgkorpset var at oprette en organisation, der kunne erstatte det eksisterende nazistparti som samlingspunkt for højrefløjen.
Werner Best var ikke tilhænger af, at korpset skulle have politiske ambitioner. Hans synspunkt var, at grupper, der forsøgte at albue sig frem til en politisk indflydelse med tysk støtte, uvilkårligt ville blive upopulære i den danske befolkning. Det var netop, hvad der var sket for det danske nazistparti.
Hårdt presset blev han dog nødt til at sørge for oprettelsen af en politisk gren af korpset. Det blev kaldt for Folkeværnet og blev ledet af kaptajn Poul Sommer, den tidligere leder af Sommerkorpset, som Best mente at kunne styre. Schalburgkorpsets politiske aktiviteter førte forståeligt nok til en bitter strid med DNSAP. Der er ingen tvivl om, at korpset ønskede at dræne det gamle nazistparti for medlemmer, og Frits Clausen kunne ikke forhindre det, da tyskerne havde slået hånden af ham.
For at tiltrække en bredere kreds gjorde Schalburgkorpset en dyd af at fremstå som et dansk korps. Fra maj til december 1943 bar korpset sorte uniformer svarende moderorganisationens, Allgemeine-SS, men fra nytåret 1944 blev de udskiftet med danske kakifarvede M1923 uniformer, der var konfiskeret i forbindelse med undtagelsestilstanden fra d. 29. august 1943, og der blev flaget med Dannebrog.

## Organisation
Den nærmeste chef i Tyskland var SS-general Gottlob Berger. I Danmark var korpset fra begyndelsen underlagt den rigsbefuldmægtigede SS-general Werner Best og lederen af den danske afdeling af Germanische Leitstelle, Bruno Boysen. Senere deltog også Günther Pancke og Otto Bovensiepen i ledelsen. Den sammensatte ledelse var et udtryk for, at forskellige magtgrupper skulle tilgodeses, således at de hver især var repræsenteret. Den daglige leder var SS-Obersturmbannführer Knud Børge Martinsen, efterfølger af von Schalburg som leder af Frikorps Danmark.
Fra maj 1943 til september 1943 var K.B. Martinsen ved fronten som leder af Frikorps Danmark, og Schalburgkorpset lededes af Helge Ellekilde. Da Martinsen vendte hjem, kom han i konflikt med Poul Sommer og søgte orlov. Poul Sommer ledede korpset til november 1943, hvor han gav op, og Martinsen igen fik ledelsen. Sommer blev senere leder af Vagtkorpset ved det tyske Luftvåben i Danmark eller Wachtkorps der Luftwaffe in Dänemark (Sommerkorpset) med hovedkvarter ved Walgerholm i Jonstrup lige syd for Flyvestation Værløse. Skolelederen på Høveltegård var SS-Untersturmführer Søren Kam, senere varetægtsfængslet in absentia for mordet på redaktør Carl Henrik Clemmensen.
Korpsets ledelse bestod altså primært af SS-folk, men de menige medlemmer var ikke nødvendigvis SS-folk.
Efter en omorganisering skulle medlemmerne i den militære del af korpset underskrive SS-papirer fra 1. juli 1944. Fra 1.december 1944 gjaldt det også for medlemmerne af korpsets efterretningstjeneste.
Flere af Schalburgkorpsets medlemmer havde også anden tilknytning til den tyske besættelsesmagt, bl.a. Gestapo.
21. september 1943 besatte tysk politi Den Danske Frimurerordens stamhus på Blegdamsvej ledsaget af Poul Sommer. Frimurerne fik fire dage til at rømme bygningen, og fra den 25. september 1943 var den Schalburgkorpsets hovedkvarter.

## Afdelinger
Hovedafdelingerne i Schalburgkorpset var følgende:
1. Den militære afdeling
2. Dansk Folkeværn (DFV)
3. Landstormen
4. Racebiologisk afdeling
5. Propagandaafdelingen
6. Afdelingen for skoling og politisk verdensanskuelse
7. Efterretningstjenesten (ET)
8. Administrationen
9. Schalburgkorpsets pressetjeneste
10. Radiotjenesten

Den militære afdeling bestod af korpsledelsen, uddannelsesskolerne Schalburg-skolen på Høveltegård i Birkerød, Karsemoselejren i Asserbo, Krogeruplejren og de færdiguddannede vagtkompagnier i den besatte Frimurerorden samt på artillerikasernen i Ringsted. Fra oktober 1944 var der også provinsstøttepunkter i Køge, Slagelse, Næstved, Fredericia og Århus. Den militære afdelings størrelse varierede, men i efteråret 1944 talte korpset cirka 600 mand under våben med ca. 450 indkvarteret i Ringsted. Det anslås, at ca. 1000 mand er gået igennem den militære afdeling.
Den civile afdeling, Dansk Folkeværn, skulle løfte arven efter det kuldsejlede Folkeværn.
Dansk Folkeværn rolle blev, med et medlemstal på 2-3000 og trods sit formål, først og fremmest at hverve DNSAP-medlemmer og andre nationalsocialister til Schalburgkorpset. Det var langt fra de store forhåbninger, som ledelsen havde om en massebevægelse med 200.000 medlemmer.
Landstormens formål var at være "et værn for vore frivillige frontkammerater og alle nationalsocialisters nærmeste slægtninge imod den kommunistiske terror". Det betød i klart sprog, at den skulle beskytte nazister imod den kommunistisk dominerede modstandsbevægelse.
Formålet for Landstormen var dog bredere end det erklærede. Den var således delt i en passiv og en aktiv del, hvor den passive del var en hvilende reservestyrke, der skulle bruges i en kommende befrielseskamp. Tanken var, at hvis tyskerne tabte krigen, var den vigtigste prioritet at forhindre russerne i at overtage Danmark. De ville hellere besættes af de vestallierede styrker. Reservestyrken, der selvfølgelig var omgærdet af meget hemmelighedskræmmeri, nåede op på ca. 500 mand. Den var ikke permanent bevæbnet, men afholdt træningsweekender, hvor våben blev udleveret. Den aktive del, SA-afdelingen, var på ca. 200 mand, hvis medlemmer mødtes i Den Danske Frimurerordens stamhus, som afdelingen havde besat. Der blev fra denne gruppe udtaget ca. 50 mand til et uniformeret og lønnet vagtkompagni, der havde base i logen.
Racebiologisk afdeling var lille af omfang, men karakteristisk for korpsets forankring i nationalsocialismen. I 1944 proklamerede Martinsen i korpsbefalingen, at korpset skulle medvirke til at styrke den dansk-nordiske race. En "arierattest" havde hele tiden været et kriterium for at blive optaget i korpset. Fra 1. marts 1944 skulle ægteskaber godkendes af Racebiologisk afdeling. Ledelsen forholdt sig dog forholdsvis pragmatisk til denne regel.
Propagandaafdelingen havde til opgave at reklamere for korpset og lave kampagner, der skulle skade modstandsbevægelsen. Den organiserede møder og propagandamarcher og stod for udgivelsen af tre medlemsblade, "På godt dansk!", "Broen" og "Maanedens tilskuer". Den forsøgte at miskreditere modstandsbevægelsen, dels ved at fremstille sabotagen negativt, dels ved at fabrikere falske strejkeopfordringer i modstandsbevægelsens navn.
Afdelingen for skoling og politisk verdensanskuelse skulle definere det ideologiske grundlag for korpset og organisere den ideologiske træning.
Schalburgkorpsets efterretningstjeneste (ET) er den mest interessante i forbindelse med den tyske terror og sabotagevirksomhed i Danmark. Dels fordi den indsamlede oplysninger, der brugtes imod modstandsbevægelsen, og fordi medlemmerne af de forskellige sabotagegrupper og HIPO-korpset fortrinsvis blev rekrutteret fra efterretningsafdelingen.
Fra april 1944 blev efterretningstjenesten frigjort fra Schalburgkorpset, og den flyttede sine kontorer fra den besatte Frimurerorden. Efterretningstjenesten kom under direkte tysk kontrol.
ET's leder var den tidligere ordensbetjent Erik V. Petersen, der stod bag oprettelsen af HIPO-korpset. Han blev likvideret af en Holger Danske-gruppe 19. april 1945.
Administrationen, der blev oprettet 2. marts 1944, skulle udarbejde et tremåneders budget og holde orden i udgiftsposterne. Korpset blev i starten finansieret via Germanische Leitstelle med 300.000 kr. pr. måned, som den frit kunne disponere over.
Pressetjenesten indsamlede billeder, notitser og artikler om kendte personer fra landets blade og aviser.
Radiotjenesten aflyttede radioudsendelser og rådede over sporingsudstyr til eftersøgning af illegale sendere o.lign.

## Grader
| Schalburgskorpset | Allgemeine-SS          |
| ----------------- | ---------------------- |
| Schalburgmand     | SS-Mann                |
| Tropsfører        | SS-Sturmmann           |
| Overtropsfører    | SS-Rottenführer        |
| Vagtmester        | SS-Unterscharführer    |
| Overvagtmester    | SS-Oberscharführer     |
| Stabsvagtmester   | SS-Hauptscharführer    |
| Fændrik           | SS-Sturmscharführer    |
| Løjtnant          | SS-Untersturmführer    |
| Overløjtnant      | SS-Obersturmführer     |
| Kaptajn           | SS-Hauptsturmführer    |
| Major             | SS-Sturmbannführer     |
| Oberstløjtnant    | SS-Obersturmbannführer |
| Oberst            | SS-Standartenführer    |

## Udadrettede aktiviteter
Schalburgkorpset forbindes primært med de såkaldte schalburgtager. Det var sabotage, der fungerede som afstraffelse for dansk modstand imod den tyske besættelsesmagt. Således ødelagdes Tivoli, Borgernes Hus, Studentergaarden og Den Kgl. Porcelainsfabrik ved schalburgtager d. 24. juni 1944 som straf for modstandsbevægelsens aktion imod Riffelsyndikatet.
Som beskrevet bestod korpset af en lang række afdelinger, og den aktive del i forbindelse med Schalburgtage var efterretningstjenesten. Organisationsmæssigt var denne del adskilt fra resten af korpset fra april 1944, idet tyskerne ønskede direkte kontrol med dens aktiviteter.
Der organiseredes en række af terrorgrupper under efterretningstjenesten, som udførte schalburgtager, terroraktioner og målrettede likvideringer.
Én af de mest aktive var Peter-gruppen.
Korpsets øvrige aktiviteter kan inddeles i tre hovedgrupper:
1) ad hoc opgaver for det tyske sikkerhedspoliti
2) Privat initierede aktioner
3) Fast polititjeneste
Den første større aktion i samarbejde med det tyske sikkerhedspoliti var aktionen mod jøderne i oktober 1943. En anden stor aktion var opløsningen af det danske politi i september 1944 og bemandingen af Frederikssundvejens og Ringsted politistation i tre uger herefter.
Aktionerne på privat initiativ omfattede tilfældige overfald, mishandlinger og røveriforsøg.
Fx røverierne i Ballerup politistation d. 14. september 1944, Windsor og Fasan Bio på Frederiksberg d. 29. oktober, samt DSB i Hillerød d. 8. december. Dertil kom tyveri af mængder af varer, køretøjer og møblement, der blev stjålet i forbindelse med razziaer på Sjælland. I mindst to tilfælde var der tale om decideret bandevirksomhed. Den største af disse bander bestod af ti mand fra kasernen i Ringsted. De blev arresteret af tysk feltpoliti omkring nytår 1945 og idømt strenge straffe; tre var dødsdomme.
Den faste polititjeneste udgik fra kasernen i Ringsted. Fra efteråret 1944 blev bataljonens mandskab delt op i flere grupper, som i kortere eller længere perioder oprettede støttepunkter på Sjælland og i Jylland. Opgaverne i Ringsted og på støttepunkterne bestod af såkaldte Landevejs- og jernbanestrejf. Jernbanestrejfene var patruljering langs jernbaner. Århusafdelingen afpatruljerede således strækningerne Brabrand-Mundelstrup og Hørning-Hasselager. Jernbanestrejfene førte ikke til sammenstød med modstandsfolk, men der blev heller ikke begået sabotageaktioner mod de patruljerede strækninger. Landevejsstrejfene førte derimod til en række sammenstød både med modstandsbevægelsen og med tilfældige civilister.
Strejfene foregik ved, at et vagthold på 6-8 mand kørte rundt i et distrikt, så der var vejspærringer et eller andet sted 24 timer i døgnet. Opgaven bestod i at kontrollere køretøjer og køretilladelser. Hvis et køretøj ikke havde tysk køretilladelse, skulle det på Sjælland indbringes til kasernen i Ringsted, hvor de indbragte skulle afhøres.
Schalburgkorpsets landevejsstrejf førte til en af de største optrævlinger af modstandsbevægelsen i Danmark. Den 15. oktober 1944 gennemførte den engelske faldskærmsorganisation SOE en større containernedkastning ved Selchausdal på Midtsjælland. Modtageholdet ville fordele de nedkastede forsyninger på to depoter, våbnene hos skovfoged Jørgensen i St.Bøgeskov og sprængstofferne i Flinteruplejren.
På vej til Jørgensen fra et midlertidigt lager på Sønderstrup sæbefabrik blev en lastbil stoppet af en flok schalburgmænd. De to betjente, der førte lastbilen, blev taget med til kasernen i Ringsted. De blev nu under tortur tvunget til at afsløre deres kontakter. I de følgende dage gennemførte Schalburgkorpset en række razziaer rundt om i regionen. Sæbefabrikken i Sønderstrup var første mål. Her var en mængde våben, og fabrikant Chr. Hansen blev anholdt. Han endte i koncentrationslejr og fabrikken blev sprængt i luften af Petergruppen d. 17. november 1944. I løbet af dagen tog Schrøder fra kasernen i Ringsted kontakt til Gestapo. Kriminalrat Bunke og 20 sikkerhedspolitifolk, herunder Ib Birkedal Hansen og Jacob Holm tog af sted fra København. Den 26. og 27. oktober kom det til nye razziaer mod Flinteruplejren, godset Skjoldenæsholm og skovfogederne Dixens og Jørgensens hjem. Én for blev lederne af modtageorganisationen anholdt. Amtslederen Chr. Lunn forsøgte at gå under jorden, men blev anholdt i hjemmet, og Bruno de Neergaard, der boede illegalt i Roskilde, havde der haft et møde med en N.C. Albrechtsen, der efter sigende kunne genskabe forbindelsen med københavnsledelsen. B.d.N, tog med A. til en villa Chr. Winthersvej 4 på Frederiksberg, hvor de skulle have endnu et møde og overnatte. Hen på aftenen ankom Gestapo, og medens de tre andre i villaen nåede at slippe væk, gemte B.d.N. sig på taget. Da det gryede, blev han opdaget, arresteret og ført til Vestre fængsel, hvor han blev tævet og tortureret bl.a. af Ib Birkedal Hansen, til han langt senere måtte give op og tilstå forskelligt. Lunn kom i Vestre Fængsel, og de Neergaard blev henrettet den 28. marts 1945 med Ole Bay Andersen. Gestapo havde efterhånden fået detaljeret kendskab til hele organisationen. Ved storrazziaer i Korsør, Ringsted og Slagelse optrævlede Gestapo hele modstandsarbejdet. Ved en enkelt aktion i Ringsted deltog 60 schalburgmænd sammen med Gestapo, og mere end 40 modstandsfolk blev anholdt.

## Rekrutteringsgrundlag
Schalburgfolkene blev i den illegale presse fremstillet som idioter, karakterafvigere og psykopater. Også efter krigen som i La Cours Danmark under Besættelsen, 1947, stod "...Det er en Kendsgerning, at Korpset rummede adskillige Vaneforbrydere og aandeligt defekte Individer".
Der var enighed om, at schalburgfolkene måtte være psykisk syge kriminelle. Det var derfor også standardprocedure i retsopgørets undersøgelser, at lægerne interesserede sig for sindssygdom i familien, hvilke sygdomme schalburgmændene havde haft, og hvor mange gange de havde slået hovedet som børn.[kilde mangler]

### Christiansens og Sigsgaards undersøgelser
En kortlægning af schalburgfolkenes baggrund blev forsøgt i slutningen af 1940'erne af kriminolog Karl O. Christiansen og psykolog Thomas Sigsgaard. Ved at interviewe og indhente oplysninger om 5107 af de ca. 14000 dømte landssvigere kunne Christiansen uddrage en række fællestræk. Om schalburgmændene konkluderede han følgende:
"Socialt forekommer der inden for gruppen lidt forhøjede tal for børneværnsforsorg, for skolevanskeligheder og for hyppige skoleforandringer; men derudover adskiller gruppen sig ikke på nogen måde fra det gennemsnit, der præger landssvigermaterialet som helhed". "Blandt de individuelle betingelser for kriminaliteten rangerer økonomiske og erhversmæssige hensyn højest, oftest i form af arbejdsløshed uden egentlige økonomiske vanskeligheder. Eventyrlyst...og emotionelle grunde...synes også at have spillet en væsentlig rolle og det samme gælder nazistisk overbevisning, hvorimod der praktisk talt ikke forekommer tysksindede medlemmer inden for dette korps".
Christiansen havde undersøgt 388 schalburgmænd, der var udtrukket tilfældigt blandt 600 dømt som landsforrædere ifølge straffelovstillægget inden udgangen af 1948. Det betyder, at ca. 150 sager af grovere art, der trak ud ved domstolene ikke var inkluderet i denne undersøgelse. De psykologiske træk hos landssvigerne blev forsøgt forklaret med Sigsgaards undersøgelse fem år senere. Den havde følgende konklusioner:
"Der synes at have været et meget stort antal tilfælde af svære barndomskonflikter...Jeg anser det for noget af det vigtigste i denne undersøgelse at have konstateret, at svære konflikter...i forholdet til forældre og forældresubstitutter... har været betingende eller medbestemmende for næsten alle senere tilpasningsvanskeligheder"."...hos de fanger, der havde været udsat for svære belastninger, var der en tendens til sensibilitet over for oplevede tilsidesættelser og overgreb i den voksne alder, hvorfor de kom i særlige vanskeligheder i en socialt og økonomisk usikker periode. Som fremherskende træk... må anføres underlødighedsfølelse og selvhævdelsesbehov i forbindelse med dominerings- og agressionsbehov. Det synes ganske rimeligt, at underlødighedsfølelsen kan udløse flugtmekanismer (ind i nazismen red.) hvilket bekræftes af en del af de undersøgte".
Disse konklusioner byggede på undersøgelse af 106 personer. Repræsentativiteten af de udvalgte personer er dog tvivlsom, da den var sammensat, så der ikke kom så mange banale tilfælde med.

### Nutidig undersøgelse
I gruppen af 5107 landssvigere, der blev undersøgt, var der i alt 432 schalburgmænd.
En ny gennemgang af dette materiale synes at føre til følgende konklusioner:
Ved anvendelse af Svalastogas sociale stratifikationsmodel ses, at Schalburgkorpsets medlemmer var klart deklasserede. Det betyder, at en større procentdel lå i en lavere socialklasse end gennemsnittet af befolkningen. Således var landsgennemsnittet for personer i 8. underklasse på 24%, mens der var 42.2 % af schalburgmændene, der tilhørte denne gruppe.
Sammenlignes med forældrenes sociale status, er der en tydelig social arv. Schalburgkorpset har appelleret til dårligt stillede og kriseramte personer, der ikke havde en lovende fremtid. De unge kunne med dårlige muligheder for uddannelse og arbejde se frem til at blive som deres forældre. Ved at træde ind i Schalburgkorpset, flygtede man fra sin skæbne og forsøgte at komme op i en højere socialgruppe. Ca. 2/3 af schalburgfolkene har været under en eller anden form for påvirkning eller tilhørt et nationalsocialistisk miljø, der har fremmet deres vej til medlemskab af korpset. Der har dog næppe været tale om en større politisk bevidsthed, for den menige schalburgmand har protestelementet i nationalsocialismen været det væsentligste. Sammenfattende kan man sige, at korpset var samlingspunkt for en række af utilpassede mennesker, der søgte efter bekræftelse og en bedre position i samfundet. De kunne her få en sikker gage og blive bekræftet i et kammeratskab med ligesindede. Der er intet belæg for at påstå, at det skulle have drejet sig om psykiske afvigere eller lignende, medlemskabet kan fuldt ud forklares fra sociale faktorer.